# Цитокинины
Цитокинины (греч. κύτταρο ячейки + греч. κίνηση движение) — класс гормонов растений 6-аминопуринового ряда, стимулирующих деление клеток (цитокинез). С этой способностью цитокининов связаны их основные функции в развитии растений — например, поддержание апикальной меристемы побега. Кроме того, к физиологическим функциям цитокининов относятся стимуляция транспорта питательных веществ в клетку, ингибирование роста боковых корней, замедление старения листьев. Молекулярная масса (~ 5-20 кДа).
Цитокинины вовлечены в рост растительных клеток и другие физиологические процессы. Эффект цитокининов впервые был открыт на табаке в 1955 году Фольком Скугом.
Кроме природных цитокининов — производных 6-аминопурина, представленных изопентинилом, зеатином и 6-бензиламинопурином, известны и синтетические приозводные фенилмочевины, стимулирующие цитокинез у растений — N,N'-дифенилмочевина и тидиазурон (N-фенил-N'-(1,2,3-тиадиазол-5-ил)мочевина). Цитокинины синтезируется в основном в корнях, а также в стеблях и листьях. Камбий и другие активно делящиеся ткани растений также являются местом синтеза цитокининов. Не показано, что цитокинины типа фенилмочевины естественно встречаются в тканях растений. Цитокинины участвуют в местной передаче сигнала, а также в передаче сигнала на расстоянии, причем последний механизм также используется для транспорта пуринов и нуклеозидов.

## История открытия
Открытие цитокининов связано с рядом экспериментов (Ф. Скуг), направленных на получение растительной культуры клеток. Сердцевинную паренхиму стеблей табака помещали на искусственные среды, содержащие минеральные вещества, сахар, витамины, аминокислоты, ИУК.
В среды начали добавлять ДНК из молок сельди. Сначала это не привело к успеху, но, благодаря ошибке при проведении автоклавирования (среда с ДНК перегрелась), паренхима начала активно делиться. Оказалось, что в перегретом препарате ДНК содержался фурфуриладенин (кинетин), который на фоне ауксина, вызывает деление клеток. Первый натуральный цитокинин — зеатин — был выделен в 1974 году.

## Механизм действия
Цитокинины участвуют во многих физиологических процессах растений, регулируют деления клеток, морфогенез побега и корня, созревание хлоропластов, линейный рост клетки, образование добавочных почек и старение. Соотношение ауксинов к цитокининам является ключевым фактором деления клеток и дифференцировки тканей растения.
В то время, как эффект цитокининов на сосудистые растения является плейотропным, цитокинины вызывают изменения роста протонемы у мхов. Образование почек можно считать вариантом дифференцировки клеток и этот процесс является очень специфическим эффектом цитокининов.

## Биосинтез
Предшественниками биосинтеза цитокининов в растениях являются свободные АТФ и АДФ, а также тРНК. Первая стадия биосинтеза цитокининов — синтез изопентил-нуклеотидов из АТФ или АДФ и диметилаллилпирофосфата — катализируется ферментом изопентенилтрасферазой (IPT). Кроме IPT, у растений выявлены ферменты тРНК-IPT, использующие в качестве субстрата тРНК — они используются для синтеза цис-зеатина. В дальнейшем изопентенил-нуклеотиды могут превращаться в зеатин-нуклеотиды с помощью фитохром P450-монооксигеназ. Наконец, последней стадией является получение активных цитокининов из цитокининовых нуклеотидов путём дефосфорилирования и дерибозилирования — это реакция катализируется ферментом 5’монофосфат-фосфорибогидролазой, который кодируется геном LOG.
Фермент аденозинфосфатизопентилтрансфераза катализирует первую реакцию в биосинтезе изопреновых цитокининов, фермент использует АТР, ADP или AMP как субстрат и диметилаллилдифосфат или гидроксиметилбутенилдифосфат как донор пренильной группы. Данная реакция является лимитирующей в биосинтезе цитокининов, субстраты—доноры пренильных групп образуются в пентилэритрол-фосфатном биохимическом пути.
У растений и бактерий цитокинины также могут образовываться из продуктов распада тРНК. Транспортные РНК, с антикодоном, начинающимся с уридина и имеющие пренилированные аденозины рядом с антикодоном, освобождают при деградации аденозины как цитокинины. Пренилирование таких аденинов осуществляется тРНК-изопентилтрансферазой
Показано также, что ауксины регулируют биосинтез цитокининов.
По последним данным, разные этапы биосинтеза цитокининов осуществляются в разных тканях растения. Основным местом синтеза цитокининовых нуклеотидов является кончик корня, небольшое их количество синтезируется также в апексе побега, цветках и плодах. По ксилеме цитокининовые нуклеотиды доставляются в апекс побега, который является основным местом синтеза активных свободных цитокининов.

## Катаболизм и инактивация цитокининов
Основные ферменты катаболизма цитокининов — цитокинин-оксидазы, которые локализованы в вакуолях и эндоплазматическом ретикуллуме (ЭР) и осуществляет расщепление цитокининов с образованием аденина. Субстратами цитокинин-оксидаз являются свободные цитокинины и их рибозиды. Помимо расщепления цитокинин-оксидазами возможна обратимая или необратимая инактивация цитокининов путём образования конъюгатов.

## Транспорт цитокининов
Основной транспортной формой цитокининов является зеатин-рибозид (ксилемный транспорт). Кроме того, существует транспорт цитокининов по флоэме, благодаря которому свободные цитокинины и их конъюгаты могут перемещаться по растению в обоих направлениях.
Транспорт цитокининов между клетками растения осуществляют две группы белков:
- пуринпермеазы (PUP), которые транспортируют в клетку свободные цитокинины, а также аденин.
- равновесные транспортеры нуклеозидов (ENT), которые осуществляют транспорт в клетку цитокинин-рибозидов[1].

## Функции цитокининов в развитии растений
Функции цитокининов в развитии растений очень многообразны:
- контроль пролиферации клеток;
- координация роста и развития растений в зависимости от доступности минерального и органического питания;
- поддержание апикальной меристемы побега и ингибирование развития корневой системы;
- предотвращение старения листьев.

В контроле большинства онтогенетических процессов цитокинины являются антагонистами ауксинов и гиббереллинов.